# BWF International Challenge 2011
Die BWF International Challenge 2011 war die fünfte Auflage der BWF International Challenge im Badminton.

## Turniere und Sieger
| Veranstaltung | Herreneinzel             | Dameneinzel          | Herrendoppel                              | Damendoppel                                             | Mixed                                      |
| ------------- | ------------------------ | -------------------- | ----------------------------------------- | ------------------------------------------------------- | ------------------------------------------ |
| Schweden      | Pablo Abián              | Kaori Imabeppu       | Kim Astrup Rasmus Fladberg                | Line Damkjær Kruse Marie Røpke                          | Robin Middleton Heather Olver              |
| Iran          | Tommy Sugiarto           | Nicole Grether       | Mohd Razif Abdul Rahman Razif Abdul Latif | Achini Nimeshika Ratnasiri Upuli Samanthika Weerasinghe | nicht ausgetragen                          |
| Österreich    | Hsu Jen-hao              | Nozomi Okuhara       | Anthony Clark Chris Langridge             | Yuriko Miki Koharu Yonemoto                             | Wong Wai Hong Chau Hoi Wah                 |
| Polen         | Pablo Abián              | Larisa Griga         | Vladimir Ivanov Ivan Sozonov              | Rie Eto Yu Wakita                                       | Robert Mateusiak Nadieżda Zięba            |
| Neuseeland    | Riichi Takeshita         | Sayaka Sato          | Danny Bawa Chrisnanta Hendra Wijaya       | Yuriko Miki Koharu Yonemoto                             | Danny Bawa Chrisnanta Vanessa Neo Yu Yan   |
| Vietnam       | Lee Dong-keun            | Tee Jing Yi          | Fernando Kurniawan Wifqi Windarto         | Choi Hye-in Lee Se-rang                                 | Patipat Chalardchaleam Savitree Amitrapai  |
| Niederlande   | Hans-Kristian Vittinghus | Susan Egelstaff      | Baptiste Carême Sylvain Grosjean          | Valeria Sorokina Nina Vislova                           | Aleksandr Nikolaenko Valeria Sorokina      |
| Japan         | Keigo Sonoda             | Minatsu Mitani       | Takatoshi Kurose Keigo Sonoda             | Miri Ichimaru Shiho Tanaka                              | Takeshi Kamura Koharu Yonemoto             |
| Dänemark      | Jan Ø. Jørgensen         | Anastasia Prokopenko | Rasmus Bonde Anders Kristiansen           | Line Kruse Marie Røpke                                  | Mads Pieler Kolding Julie Houmann          |
| Peru          | Kevin Cordón             | Rena Wang            | Howard Bach Tony Gunawan                  | Alexandra Bruce Michelle Li                             | Toby Ng Grace Gao                          |
| Spanien       | Viktor Axelsen           | Carolina Marín       | Adam Cwalina Michał Łogosz                | Lotte Jonathans Paulien van Dooremalen                  | Mikkel Delbo Larsen Mie Schjøtt-Kristensen |
| Malediven     | Pablo Abián              | P. V. Sindhu         | Ashton Chen Yong Zhao Derek Wong Zi Liang | Miki Komori Nao Miyoshi                                 | Toby Ng Grace Gao                          |
| Russland      | Hsu Jen-hao              | Fransisca Ratnasari  | Rian Sukmawan Rendra Wijaya               | Irina Chlebko Anastasia Russkikh                        | Danny Bawa Chrisnanta Vanessa Neo Yu Yan   |
| Indonesien    | Tommy Sugiarto           | P. V. Sindhu         | Rendra Wijaya Rian Sukmawan               | Della Destiara Haris Suci Rizky Andini                  | Andhika Anhar Keshya Nurvita Hanadia       |
| Ukraine       | Brice Leverdez           | Olga Konon           | Vladimir Ivanov Ivan Sozonov              | Shinta Mulia Sari Yao Lei                               | Michael Fuchs Birgit Michels               |
| Belgien       | Brice Leverdez           | Olga Konon           | Adam Cwalina Michał Łogosz                | Shinta Mulia Sari Yao Lei                               | Chayut Triyachart Yao Lei                  |
| Tschechien    | Przemysław Wacha         | Kristína Gavnholt    | Adam Cwalina Michał Łogosz                | Valeria Sorokina Nina Vislova                           | Alexandr Nikolaenko Valeria Sorokina       |
| Bulgarien     | Przemysław Wacha         | Linda Zechiri        | Liang Jui-wei Liao Kuan-hao               | Mariana Agathangelou Heather Olver                      | Valeriy Atrashchenkov Anna Kobceva         |
| Schweiz       | Andre Kurniawan Tedjono  | P. V. Sindhu         | Łukasz Moreń Wojciech Szkudlarczyk        | Pradnya Gadre Prajakta Sawant                           | Vitaliy Durkin Nina Vislova                |
| Guatemala     | Ivan Sozonov             | Michelle Li          | Ivan Sozonov Vladimir Ivanov              | Grace Gao Joycelyn Ko                                   | Toby Ng Grace Gao                          |
| Brasilien     | Przemysław Wacha         | Michelle Li          | Ivan Sozonov Vladimir Ivanov              | Eva Lee Paula Obanana                                   | Halim Haryanto Eva Lee                     |
| Malaysia      | Alamsyah Yunus           | Bellaetrix Manuputty | Takeshi Kamura Keigo Sonoda               | Naoko Fukuman Kurumi Yonao                              | Tan Aik Quan Lai Pei Jing                  |
| Italien       | Pablo Abián              | Yao Jie              | Vladimir Ivanov Ivan Sozonov              | Valeria Sorokina Nina Vislova                           | Alexandr Nikolaenko Valeria Sorokina       |
| Norwegen      | Ville Lång               | Linda Zechiri        | Rasmus Bonde Anders Kristiansen           | Eva Lee Paula Obanana                                   | Sam Magee Chloe Magee                      |
| Bahrain       | Sourabh Varma            | Agnese Allegrini     | Andrei Adistia Christopher Rusdianto      | Charmaine Reid Nicole Grether                           | Valeriy Atrashchenkov Anna Kobceva         |
| Schottland    | Rajiv Ouseph             | Judith Meulendijks   | Vladimir Ivanov Ivan Sozonov              | Emelie Lennartsson Emma Wengberg                        | Kim Astrup Line Kjærsfeldt                 |
| Kanada        | Carl Baxter              | Michelle Li          | Derrick Ng Adrian Liu                     | Alexandra Bruce Michelle Li                             | Toby Ng Grace Gao                          |
| Indien        | Alamsyah Yunus           | P. V. Sindhu         | Pranav Chopra Akshay Dewalkar             | Della Destiara Haris Suci Rizky Andini                  | Fran Kurniawan Shendy Puspa Irawati        |